# Atletika na Letních olympijských hrách 2008 – 3000 metrů steeplechase muži
Běh na 3000 metrů překážek mužů na Letních olympijských hrách 2008 se konal ve dnech 16. srpna (rozběhy) a 18. srpna (finále) na Pekingském národním stadiónu.

## Finále
| Umístění         | Jméno               | Národnost | Výkon   |
| ---------------- | ------------------- | --------- | ------- |
| Zlatá medaile    | Brimin Kipruto      | Keňa      | 8:10,34 |
| Stříbrná medaile | Mahiedine Benabbad  | Francie   | 8:10,49 |
| Bronzová medaile | Richard Mateelong   | Keňa      | 8:11,01 |
| 4.               | Yacob Jarso         | Etiopie   | 8:13,47 |
| 5.               | Bouabdellah Tahri   | Francie   | 8:14,79 |
| 6.               | Youcef Abdi         | Austrálie | 8:16,36 |
| 7.               | Ezekiel Kemboi      | Keňa      | 8:16,38 |
| 8.               | Abubaker Ali Kamal  | Katar     | 8:16,59 |
| 9.               | Benjamin Kiplagat   | Uganda    | 8:20,27 |
| 10.              | Mustafa Mohamed     | Švédsko   | 8:20,69 |
| 11.              | Tereq Mubarak Taher | Bahrajn   | 8:21,59 |
| 12.              | Ion Luchianov       | Moldavsko | 8:27,82 |
| 13.              | Anthony Famiglietti | USA       | 8:31,21 |
| 14.              | Ruben Ramolefi      | JAR       | 8:34,58 |
| 15.              | Abdelkader Hachlaf  | Maroko    | 9:02,06 |